# Wittelsbacher Jubiläumsstiftung

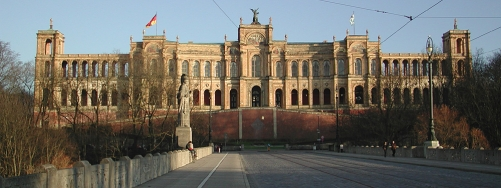
Fotografie des Maximilianeums aus dem Jahr 2002

Die Wittelsbacher Jubiläumsstiftung ermöglicht seit 1980 begabten bayerischen Frauen ein Stipendium innerhalb der Stiftung Maximilianeum, in das zuvor nur männliche Studenten aufgenommen werden durften. 
Die Stiftung entstand 1980 durch Errichtung einer Zustiftung durch den Chef des Hauses Wittelsbach, Albrecht Herzog von Bayern. Anlass war die 800. Wiederkehr des Jahres der Verleihung des Herzogtums Bayern an Otto von Wittelsbach.